# Simon Cowell
Simon Phillip Cowell (Lambeth, Londres, 7 de octubre de 1959) es un directivo británico de la empresa musical Sony Music. Cowell es muy conocido por crear boy bands y girl groups de pop para adolescentes, a veces junto a otros compañeros de profesión, es decir, otros agentes de talentos, productores discográficos o representantes artísticos. Por ejemplo, creó la boy band irlandesa Westlife y las girl groups Little Mix y Fifth Harmony. Fue el impulsor de la carrera de la cantante Demi Lovato. Es uno de los jueces fundadores del cotizado programa de talentos estadounidense American Idol, en el cual suele asumir el rol del juez más exigente del certamen. Este programa fue creado por el también británico Simon Fuller. 
También es creador de los formatos televisivos y dueño de la franquicia Got Talent. Algunos de estos programas de telerrealidad, creados por él, son el británico The X Factor UK (en España llamado Factor X) o el estadounidense en idioma español La banda, emitidos en distintos países del mundo.

## Biografía
Los comienzos para Cowell fueron muy difíciles, ya que tenía que ser constantemente cambiado de colegio por su mal comportamiento, hasta que al final del curso fue suspendido, y su padre, un empresario de gran prestigio, decidió buscarle un trabajo. Tras muchas entrevistas boicoteadas por el propio Cowell, consiguió un trabajo como "chico de correos" en EMI, una de las discográficas más importantes en aquel momento. Entonces empieza su fascinación por la música. Esto le lleva a encontrarse con uno de los jefes de EMI Music y formar su propio sello discográfico; su primera idea es contratar a Sinitta, con la que después mantendría un romance. Su primer single "So Macho" alcanzó rápidamente los primeros puestos de las listas de ventas del Reino Unido. Más adelante, Simon conoce a Diana Portillo, una de los creativas de uno de los musicales más importantes de la época y le pide que escriba una canción para Sinitta. Pete se niega pero meses más tarde Simon recibe una llamada de Pete diciendo que ha hecho una canción que va a ser número uno, el tema en cuestión era "Toy Boy", y sí, fue todo un éxito.
Desde ese momento, Cowell fue tomado más en serio por sus colegas de profesión y empezó a trabajar como agente en la compañía BMG, actualmente Sony-BMG. Su trabajo era buscar nuevos valores que funcionaran en el mercado. Cowell había leído que actores de televisión sin experiencia alguna estaban vendiendo muchísimos discos y se le ocurrió la idea de proponer contratos musicales a estrellas de la televisión, es así como firmó a Los Power Ranger, los luchadores de WWF o los Teletubbies. Todos ellos, a pesar de las burlas de sus compañeros de BMG, fueron un auténtico éxito.
Durante el año 1995 Cowell conoce a dos managers que le ofrecen propuestas para nuevas bandas. El primero de ellos es Nigel Martín Smith, mánager de "Take That", pero Simon no creía en el éxito de los grupos masculinos, y además consideró que Gary Barlow, al tener sobrepeso, no era una buena imagen para un grupo que iba a ser vendido a un público mayoritariamente femenino. El siguiente mánager al que conoce es Simon Fuller, quien le trajo un grupo llamado Spice Girls. Una vez más, Cowell insistió en que un grupo así no tendría éxito y en que no le gustaba la "chica gorda", haciendo mención a Geri Halliwell.
Tras ver el éxito obtenido por una de las bandas a las que literalmente había pateado de su despacho, decide crear su propia banda masculina. Para ello cuenta con la ayuda de su amigo y mánager Louis Walsh, quien le propone un grupo de cinco chicos. Al principio a Simon no le gustaba la idea debido a la imagen de los chicos, que según sus propias palabras "eran demasiado feos". Louis decide cambiar a algunos componentes de la banda y esta vez sí funciona, formando finalmente el grupo Westlife, el cual se convierte en un éxito instantáneo y que ha sido, hasta hace un par de años, el mayor triunfo de Simon Cowell.
En el año 2001, después de haber acudido a un concierto de los Tres Tenores, se le ocurrió una gran idea: le gustaban los tenores, pero no la ópera, y pensó: "¿por qué no probar con un grupo de jóvenes cantantes iniciados en ópera?" Tras un gran viaje por más de 17 países, encontró a Carlos Marín (Barítono, España), David Miller, (tenor, Estados Unidos), Sébastien Izambard (voz popular, Francia) y a Urs Bühler (Tenor, Suiza) que formaron el grupo Il Divo. Este grupo ha logrado vender más de 35.000.000 de copias en más de 25 países. Inspirado por el éxito de Il Divo, Simon creó una versión juvenil, Angelis, en 2006.
Es creador de formatos televisivos de éxito a nivel mundial tales como The X Factor, formato que causó sensación en Inglaterra y ha sido vendido a canales de países de todo el mundo, como Rusia, Australia, Colombia y España; Got Talent, un concurso de variedades que ya ha triunfado en más de dieciocho países; y American Idol, un programa del que han salido grandes estrellas como Kelly Clarkson o la oscarizada Jennifer Hudson, quien a pesar de no ganar el programa, tuvo un gran éxito, por lo que fue solicitada para hacer un papel secundario en la película Dreamgirls, por la que fue galardonada como la mejor actriz secundaria en la entrega de premios de los Oscar del año 2007. Su mayor lógro con "The X Factor" ha sido sin duda la ganadora de la tercera edición, Leona Lewis, que consiguió batir todos los récords en Inglaterra convirtiéndose en la cantante que más rápido ha vendido un álbum debut en la historia del Reino Unido, además fue número uno en Estados Unidos, -cosa que no ocurría desde principios de la década de los '70 con un artista británico- y tuvo el gran honor de ser el disco debut más vendido en Estados Unidos por un artista del Reino Unido. Hizo una aparición estelar en el Show Automovilístico británico Top Gear en su sección Star in a reasonably priced car (en castellano, Una estrella en un coche de precio razonable), consiguiendo el tercer puesto en un Suzuki Liana.
En The X Factor UK 2010, Cowell, junto con Nicole Scherzinger, fue el cocreador de la boy-band británica-irlandesa One Direction, dado que aunque cada uno de sus integrantes, (Harry Styles, Louis Tomlinson, Niall Horan, Liam Payne y Zayn Malik), se presentaron al concurso como solistas, fue idea suya crear el grupo. Esta banda llegó al 1° Puesto de las mejores bandas de la década, vendiendo millones de copias en más 80 países, y ocupando los primeros lugares de popularidad. Todo esto y su impresionante reconocimiento y relevancia, los llevaron a convertirse en su mayor éxito.
Aparte del éxito conseguido por One Direction, Simon Cowell, durante la temporada del año 2012 de The X Factor, donde ejercía de jurado junto a Demi Lovato, Britney Spears y LA Reid, formó el exitoso y famoso grupo Fifth Harmony. Las chicas de este quinteto (Lauren Jauregui, Dinah Jane Hansen, Normani Kordei, Ally Brooke y  anteriormente Camila Cabello) se presentaron por separado al show, pero para que siguieran en el programa él decidió crear el grupo, el cual tuvo varios nombres antes de decidirse finalmente por Fifth Harmony. El grupo obtuvo el tercer lugar del concurso, firmando posteriormente un contrato con el sello Syco, perteneciente a Simon Cowell, en dicha disquera solo les dan el 30% de las ganancias para repartirlas entre las 5 integrantes. Fifth Harmony posee varios éxitos, como Miss Movin´On (que ganó un premio MTV VMA), Bo$$, Sledgehammer, All In My Head (ganador de un MTV VMA), Worth It y Work From Home (ganador de un MTV VMA). Estos dos últimos han vendido 3.000.000 de copias en Estados Unidos cada uno. En la actualidad el tema "I´m In Love With a Monster" pertenece a la banda sonora de la película Hotel Transylvania 2.
En 2015 comenzó a producir el programa La Banda, que se llevó a cabo en Estados Unidos, contando con la participación de Ricky Martin, Laura Pausini y Alejandro Sanz como jurados. Dicho programa buscaba integrar a cinco jóvenes de origen latinoamericano en una banda, el resultado fue CNCO, conformada por Christopher Vélez, Richard Camacho, Joel Pimentel, Erick Brian Colón y Zabdiel de Jesús. El programa contó con una segunda temporada.

## Polémica
Según publicaciones del diario británico The Guardian sobre el escándalo de los papeles de Panamá, Simon Cowell fue propietario de las compañías Southstreet Limited (creada en febrero de 2007) y Eaststreet Limited (creada en octubre de 2007) en las Islas Vírgenes Británicas, territorio considerado uno de los principales paraísos fiscales del planeta.